# Dyspyralis
Dyspyralis — рід квітососових з підродини совок-п'ядунів, представники якого мешкають у Південній Америці.

## Систематика
У складі роду:
- Dyspyralis humerata Smith, 1908
- Dyspyralis illocata Warren, 1891
- Dyspyralis immuna Smith, 1908
- Dyspyralis nigellus Strecker, 1900
- Dyspyralis noloides Barnes & McDunnough, 1916
- Dyspyralis puncticosta Smith, 1908
- Dyspyralis serratula Bethune-Baker 1908